# Kirkby Lonsdale
Kirkby Lonsdale este un oraș în comitatul Cumbria, regiunea North West, Anglia. Orașul se află în districtul South Lakeland.